# Nephrolepis clementis
Nephrolepis clementis är en spjutbräkenväxtart som beskrevs av Christ. Nephrolepis clementis ingår i släktet Nephrolepis och familjen Nephrolepidaceae. Inga underarter finns listade.